# Pertusaria pseudococcodes
Pertusaria pseudococcodes är en lavart som beskrevs av Müll. Arg. Pertusaria pseudococcodes ingår i släktet Pertusaria och familjen Pertusariaceae.   Inga underarter finns listade i Catalogue of Life.